# Sabiniano de Óstia
Sabiniano (em latim: Sabinianus) foi agricultor do século III, citado nos Atos de Áurea de Óstia, que foi martirizado a mando do vigário Úlpio Rômulo. É citada apenas nos Atos e, diante da dúvida sobre a veracidade das informações contidas na obra, pensa-se que talvez não tenha existido. Seja como for, a narrativa de passa no reinado do imperador Cláudio II (r. 268–270). Seu corpo foi sepultado junto do corpo de Áurea pelo presbítero Concórdio em 28 de dezembro de um ano desconhecido. Antes disso, estava jogado, a mando de Úlpio Rômulo, num poço.

## Vida
Sabiniano era um agricultor das propriedades do vigário Úlpio Rômulo. Após o martírio de Áurea de Óstia, Úlpio  começou a exigir dele sua fortuna, dizendo: "A sacrílega Áurea, que preferiu morrer através da magia, em vez de aproveitar a vida conosco, sempre gostou de sua amizade. Agora rapidamente traz à nossa presença sua fortuna e jóias, e sacrifica aos deuses, e vive e se humilha de acordo com as ordens imperiais". Sabiniano disse: "Mas sempre fui ensinado a ser humilde pela santa e abençoada Áurea, que me ensinou a reconhecer meu Senhor, Jesus Cristo, que nasceu da virgem Maria através do Espírito Santo. E você deve saber que o que faço não tem ouro nem prata nem pérolas, senão o Senhor Jesus Cristo". Rômulo disse: "Faça um favor a si mesmo e devolva o tesouro escondido do imperador, sacrifique aos deuses e desista da falsa loucura". Sabiniano disse: "Não, mereço ser espancado por meus pecados, mas agradeço ao meu Senhor Jesus Cristo, e acredito que sou capaz de reconhecer sua compaixão, Aquele que considerou digno conceder-me a graça através do batismo. E deve saber que não tenho esse ouro temporal, e que meu pescoço não se curva a demônios. Faça o que quiser". Rômulo, enfurecido, ordenou que seu pescoço fosse espancado pelo açoite com bolas de chumbo, e em voz muito alta disse: "Não insulte os deuses e deusas dos imperadores!". No mesmo dia, Hipólito, já velho, ao ouvir isso, visitou Rômulo, a quem falou da seguinte maneira, com voz clara: "Homem infeliz, se você soubesse, não torturaria os pescoços dos santos, mas seja humilde a si mesmo, e creia em Deus, e no Senhor Jesus Cristo e seus servos, e não em pedras e metais infrutíferos". Rômulo, enfurecido, deu instruções para que fosse enterrado vivo num buraco, com mãos e pés algemados. Mas quando Hipólito foi jogado num buraco em frente às muralhas do Porto Romano, ouviu-se um ruído durante um período de uma hora, soando como crianças agradecendo a Deus em voz alta. Rômulo disse: "Reconheço isso como a loucura da magia".
Então, enfurecido, começou a gritar e disse: "Este Sabiniano que é consumido pelo desejo de magia e um desejo de riquezas, logo vou quebrá-lo em pedaços ou arrancá-lo da terra, se não tiver sido humilde ante os deuses, e não ter sacrificado a eles". Depois de dizer isso, ordenou que fosse espancado com porretes e disse em voz muito alta: "Entregue o tesouro do imperador e seja humilde diante dos deuses que governam o Estado". Mas ele disse: "Eu te agradeço, Senhor Jesus Cristo, que julgou digno que eu me juntei aos seus servos". E embora tenha sido espancado por longo tempo, seu rosto permaneceu firme e alegre. Rômulo, enfurecido, ordenou que fosse içado sobre o cavalo de madeira, e enquanto seus tendões estavam esticados com força e Rômulo gritava para ele, continuou agradecendo ao Senhor Jesus Cristo. Rômulo disse: "Está louco e feliz com seus planos mágicos", e ordenou que fosse queimado pelas chamas. E quando levaram as chamas para os lados, Rômulo começou a gritar e disse: "Agora faça um favor a si mesmo e entregue o tesouro!" Sabiniano agradeceu a Deus e disse: "Senhor, aceita meu espírito". E quando disse isso, seu espírito deixou seu corpo. Rômulo ordenou que seu corpo fosse jogado em um poço. Naquela época chegou certo presbítero chamado Concórdio, que levantou seu corpo do poço e colocou-o ao lado do corpo de Áurea em 28 de dezembro.